# Honczary (rejon piński)
Honczary (biał. Ганчары; ros. Гончары) – wieś na Białorusi, w obwodzie brzeskim, w rejonie pińskim, w sielsowiecie Ochowo, przy drodze magistralnej M10.
W dwudziestoleciu międzywojennym leżały w Polsce, w województwie poleskim, w powiecie pińskim, w gminie Żabczyce. Po II wojnie światowej w granicach Związku Sowieckiego. Od 1991 w niepodległej Białorusi.